# Gustavo Quezada
Gustavo Mauricio Quezada Reinoso (Guayaquil, Ecuador, 6 de abril de 1997) es un futbolista ecuatoriano, juega como centrocampista y su actual equipo es el C. D. Badajoz del Grupo XIV de la Tercera Federación.

## Trayectoria
El 14 de febrero de 2015, Gustavo hizo su debut en la Segunda División "B" en las filas del Getafe CF "B" , durante la derrota de 0-1 contra CD Tudelano. 
En la temporada 2016-17, fue promovido por José Bordalás al primer equipo del Getafe Club de Fútbol de la Segunda División de España. De esa forma, el 17 de diciembre de 2016 debutó en Segunda División de España, en la victoria de 3-1 sobre el Real Valladolid. Además llegó a jugar otro partido de titular contra el Girona F.C.  
En la temporada 2017-2018 tras conseguir el ascenso a primera formaría parte de la primera plantilla en 1° División de España.
El 11 de julio de 2018, firma por el CD Lugo de la Segunda División de España. En la temporada 2018-19, sería asignado a su filial y a su vez formaría parte del primer equipo llegando a ir algunas convocatorias.
En la temporada 2019-20, el jugador ecuatoriano es cedido al RC Recreativo de Huelva de la Segunda División B de España.
El 20 de agosto de 2020, tras rescindir su contrato con el CD Lugo, firma por el Marbella FC de la Segunda División B de España.
En enero de 2022, firma por el Antequera CF de la Segunda División RFEF.
El 30 de junio de 2022, firma por el C. D. San Roque de Lepe de la Segunda División RFEF.
En enero de 2023, firma por el Calahorra C.F
de la Primera División Rfef.
El 21 de julio de 2023 firmaría por la A. D. Llerenense de la Segunda Federación donde jugaría una temporada.
El 13 de agosto de 2024 el C. D. Badajoz de la Tercera Federación anunciaría la llegada del jugador ecuatoriano.

## Clubes
| Club                    | País   | Año         |
| ----------------------- | ------ | ----------- |
| Getafe "B"              | España | 2015 - 2016 |
| Getafe                  | España | 2016 - 2018 |
| Lugo                    | España | 2018 - 2019 |
| Recreativo              | España | 2019 - 2020 |
| Marbella FC             | España | 2020 - 2021 |
| Antequera CF            | España | 2022        |
| C. D. San Roque de Lepe | España | 2022 - 2023 |
| A. D. Llerenense        | España | 2023 - 2024 |
| C. D. Badajoz           | España | 2024 -      |